# Rue de Jérusalem (Paris)
Pour les articles homonymes, voir Rue de Jérusalem.

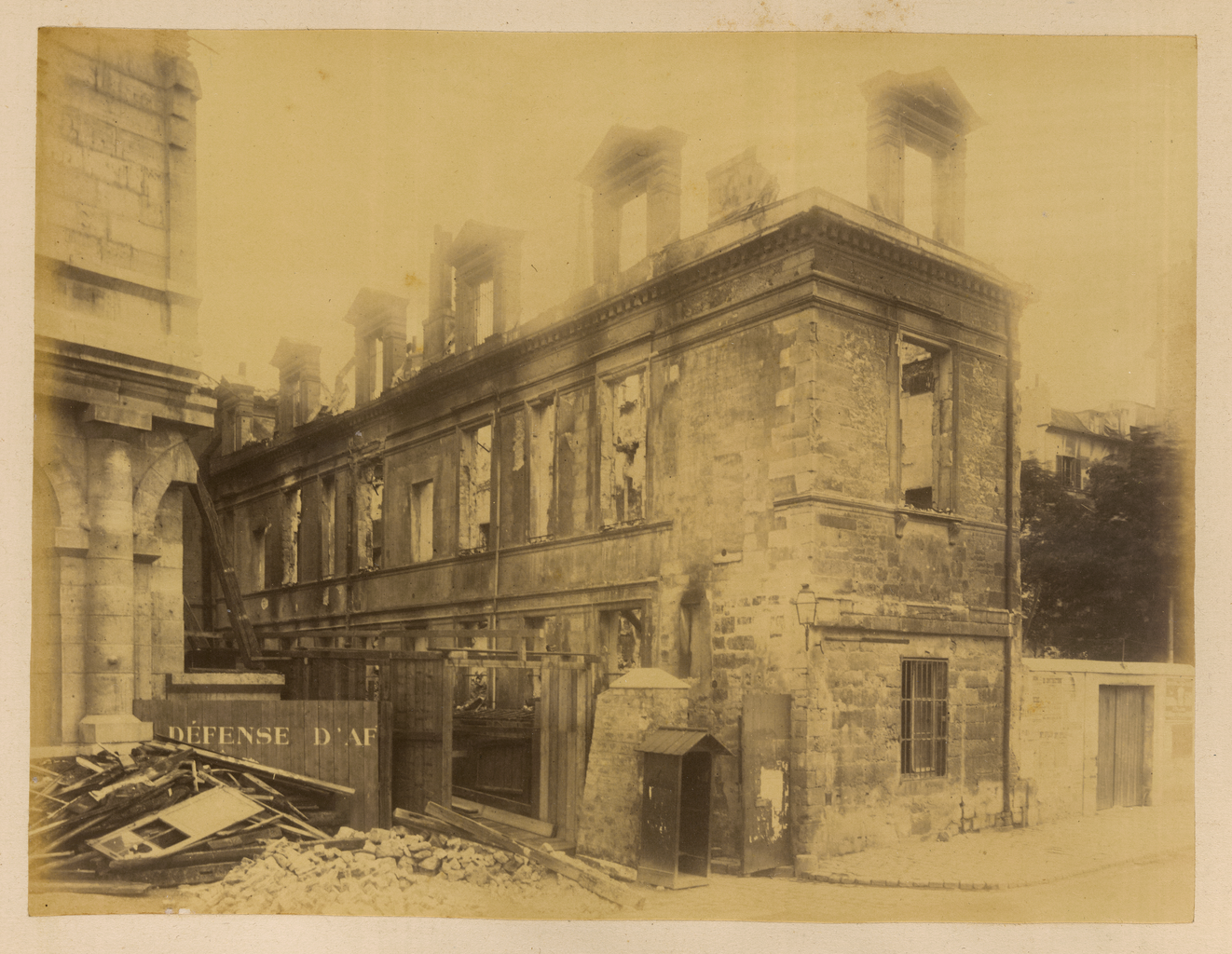
L'hôtel de préfecture après son incendie en 1871. Photographie de Bruno Braquehais.

La rue de Jérusalem est une ancienne rue de Paris, dans le quartier de la Cité, sur l'île de la Cité. La rue a disparu en 1883 en raison de l'extension du palais de justice de Paris.

## Situation
Longue de 58 m, la rue se trouvait à l'extrémité ouest de l'île de la Cité, quartier de la Cité. Elle commençait quai des Orfèvres et rue Saint-Louis (incorporée au quai des Orfèvres en 1807) et finissait rue de Nazareth (rue disparue qui donnait accès à la cour de la Sainte-Chapelle),.

## Origine du nom
La rue doit son nom au fait que les pèlerins de retour de Jérusalem étaient logés dans cette rue. Il pourrait également provenir du voisinage de la Sainte-Chapelle où se trouvaient la couronne d'épines et un morceau de la vrai croix de Jésus-Christ qui vécut à Jérusalem..

## Historique
La rue était, avec la rue de Nazareth qui la prolongeait, à l'emplacement d'un ancien chemin qui longeait la clôture occidentale du Palais.
Sa création date du début du XVIIème siècle avec les anciennes rues de Nazareth, Saint-Louis et Saint-Anne par emprise sur l'enclos affecté aux chanoines desservant la Sainte-Chapelle situé entre cette église et le bras sud de la Seine.
La création de ces quatre rues formant rectangle fait suite à l'extension à l'ouest de l'Île de la Cité vers 1578 par annexion du terrain des îlots des Juifs, de Buci et de la Gourdaine ce qui amena la création de la place Dauphine et du Pont-Neuf.
La rue desservait l'hôtel des premiers présidents du Parlement de Paris, fonction qui exista jusqu'en 1791. 
Cet édifice était l'hôtel du baillage du Palais construit en 1485, reconstruit en 1607 pour le premier Président du Parlement  Achille de Harlay.
Cet hôtel fut affecté, en 1816, à la préfecture de police de Paris, jusqu'à l'incendie du bâtiment le 24 mai 1871 lors de la Commune de Paris.
Un premier projet d'agrandissement du palais de justice de Paris, déclaré d'utilité publique par une ordonnance du 26 mai 1840, menace l'existence de la rue. Elle ne disparait réellement qu'en 1883 quand le palais de justice est reconstruit. L'entrée de cette rue se trouvait au lieu qui est aujourd'hui le 38, quai des Orfèvres.

## Pour approfondir